# ویدا (ترانه ریکی مارتین)
«ویدا» تک‌آهنگی از هنرمند اهل پورتوریکو ریکی مارتین است که در ۲۲ آوریل ۲۰۱۴ منتشر شد.